# Liste des évêques d'Enugu
Liste des évêques d'Enugu
(Dioecesis Enuguensis)
L'évêché nigérian d'Enugu est créé le 12 novembre 1962, par détachement de l'archidiocèse d'Onitsha.

## Sont évêques
- 12 novembre 1962-5 juillet 1967 : John Anyogu (John of the Cross Anyogu)
- 7 mars 1970-17 mars 1977 : Godfrey Okoye
- 10 novembre 1977-8 novembre 1996 : Michaël Eneja (Michaël Ugwu Eneja)
- 8 novembre 1996-9 février 2009 : Anthony Gbuji (Anthony Okonkwo Gbuji)
- depuis le 9 février 2009 : Callistus Onaga (Callistus Valentine Onaga)

## Sources
- L'ANNUAIRE PONTIFICAL, sur le site http://www.catholic-hierarchy.org, à la page